# لفكارنية (بوخريص)
لفكارنية هي إحدى مشيخات المملكة المغربية، تتبع جغرافيا لإقليم خريبكة وإداريًا لبوخريص. يقدر عدد سكانها بـ 1759 نسمة حسب الإحصاء الرسمي للسكان والسكنى لسنة 2004.